# 斯圖傑涅齊 (戈羅德尼亞區)
51°54′3″N 31°27′21″E / 51.90083°N 31.45583°E
斯圖傑涅齊（烏克蘭語：Студенець），是烏克蘭北部的村莊，隸屬切爾尼希夫州的切爾尼希夫區。該村面積0.2平方公里，海拔高度136米，2001年人口7，人口密度每平方公里35人。